# John Albert Taylor
John Albert Taylor, né le 6 juin 1959 et mort le 26 janvier 1996, est un meurtrier américain condamné à mort pour le meurtre d'une fille de onze ans, Charla King. Il est principalement connu pour être la deuxième personne exécutée aux États-unis après 1976 par peloton d'exécution,.

## Biographie

### Fond
John Albert Taylor est né le 6 juin 1959 en Utah. Ses parents se séparent durant son enfance. Il dira qu'il se fait abuser quand il était enfant. Durant son adolescence, il violera de nombreuses filles, dont sa propre demi-sœur.

### Meurtre de Charla King
Le 23 juin 1989 Sherron King trouve le corps de sa fille Charla King dans sa chambre, étranglée avec un fil téléphonique. Les enquêteurs pensent que Taylor est entré dans la maison dans l'intention d'agresser sexuellement Charla. Toujours d'après les enquêteurs, lorsque cette dernière l'a surpris dans la maison, il l'aurait pourchassé jusque dans la chambre avant de la violer et de l'étrangler à mort.

### Arrestation et procès
Les empreintes digitales de Taylor ont été trouvées sur un téléphone dans la résidence King et comparées aux enregistrements fournis par les autorités de Fort Lauderdale. Il a été arrêté vers 21 heures, le 28 juin au domicile de sa demi-sœur en Utah. Le procès commence le 27 novembre 1989 ; Taylor témoigne en son nom disant qu'il était entré dans la maison juste pour la cambrioler et qu'il y avait personne quand il y est entré. Le procureur adjoint du comté de Weber, William Daines, a déclaré que Taylor avait auparavant nié être dans l'appartement alors que deux témoins l'avaient identifié sur les lieux au moment du crime,. Le détenu Mike Gallegos a témoigné qu'il avait eu une brève conversation au cours de laquelle Taylor lui avait dit qu'il avait tué une fille par accident et s'était masturbé sur le cadavre. Le 5 décembre 1989, il est reconnu coupable du viol au premier degré et du meurtre au premier degré de Charla Nicole King ; il est condamné à mort le 19 décembre 1989,.

### Exécution
Taylor fait une demande de nouveau procès, refusée par la cour suprême de l'Utah. Il décide donc de renoncer à tous ses appels. Il est exécuté par un peloton d'exécution le 26 janvier 1996. Il dira qu'il a choisi l'exécution par arme à feu pour embarrasser l'État. Sa dernière parole sera :

« Je voudrais dire pour ma famille et mes amis - comme le poème a été écrit, 'Souviens-toi de moi, mais laisse-moi partir'-. »